# Іван Гуальберт
Іван Гуальберт (італ. Giovanni Gualberto; 995, Таварнелле-Валь-ді-Пеза, Італія — 12 липня 1073, абатство святого Архангела Михаїла, Таварнелле-Валь-ді-Пеза, Італія) — святий римо-католицької церкви, абат, засновник чернечого ордену валломброзіанів, за релігійними віруваннями — покровитель лісничих.

## Біографія

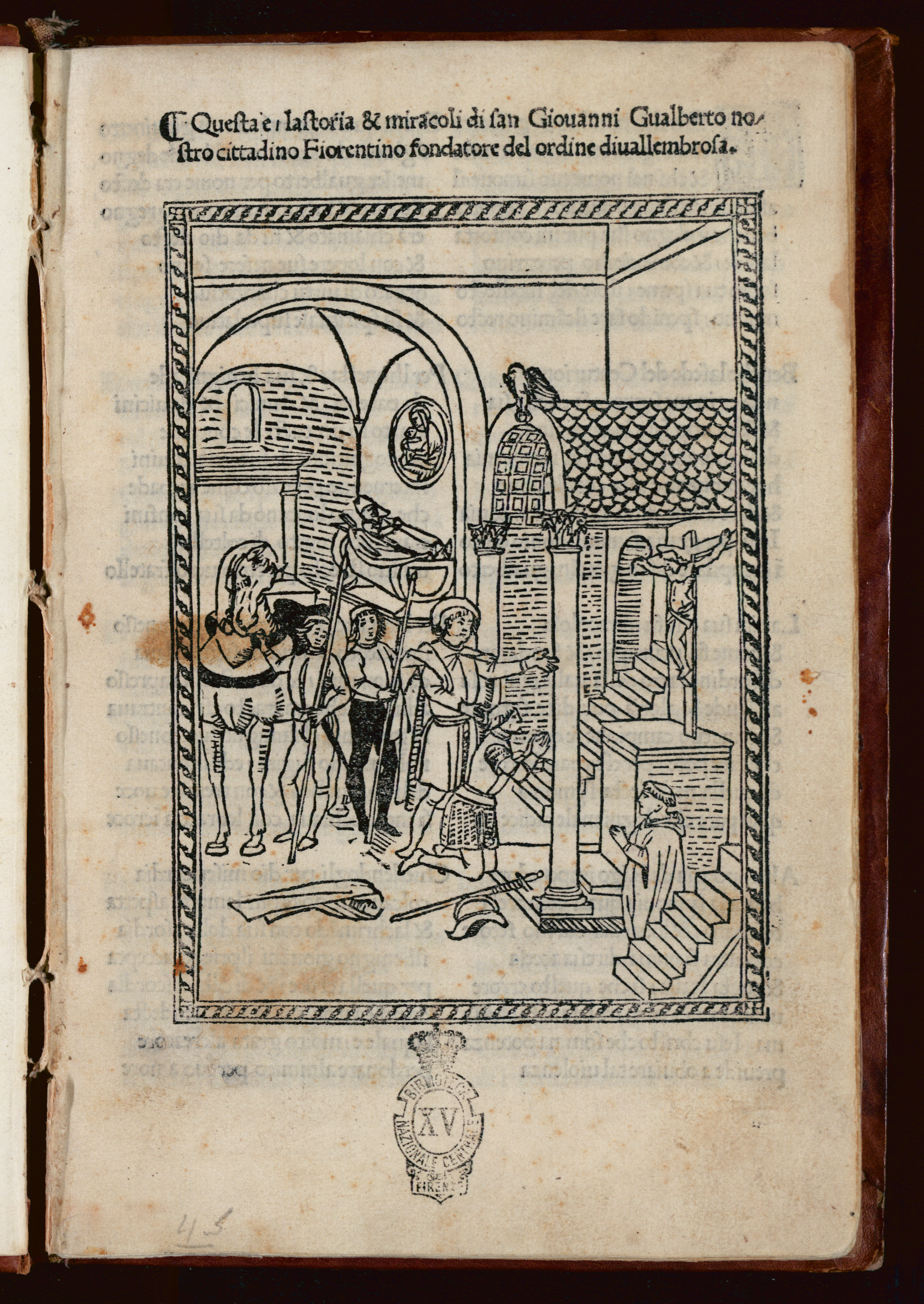
Bernardo Giambullari, Storia e miracoli di San Giovanni Gualberto, ca. 1500

Іоанн Гуальберт народився в 995 році в Таварнелле-Валь-ді-Пеза, біля Флоренції в аристократичній родині патриціїв. Отримавши гарну освіту, Іван Гуальберт хотів жити простим життям. Після того, як вбили його брата, він хотів помститися вбивці. Зустріч з убивцею вплинула на його подальше життя. Піймавши вбивцю, він усвідомив жах помсти і, впавши на коліна, став просити Бога про прощення. Іоанн Гуальберт вступив в бенедиктинський монастир, щоб вимолити собі каяття. Через деякий час він покинув бенедиктинський монастир і в 1038 році заснував новий монастир, який став основою нового чернечого ордену валломброзіан. Іван Гуальберт був відомий своєю боротьбою з єпископською симонією, та благодійною діяльністю. Помер 12 липня 1073 року в абатстві святого Архангела Михаїла.
Канонізований в 1193 році Папою Римським Целестином III.